# Poivrière de l'impératrice

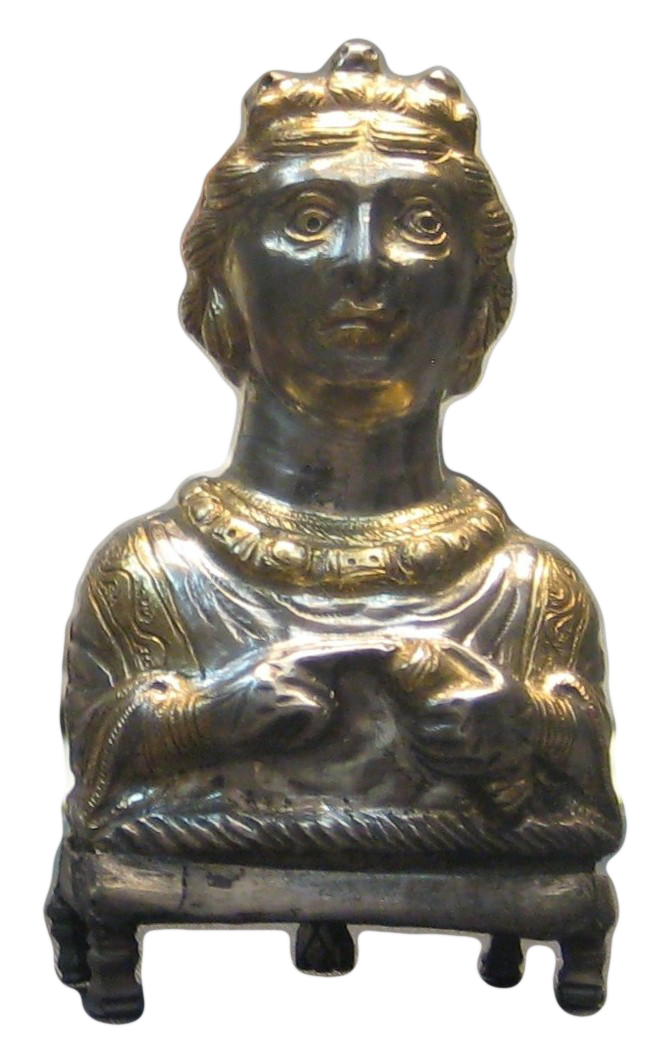
La poivrière vue de face.

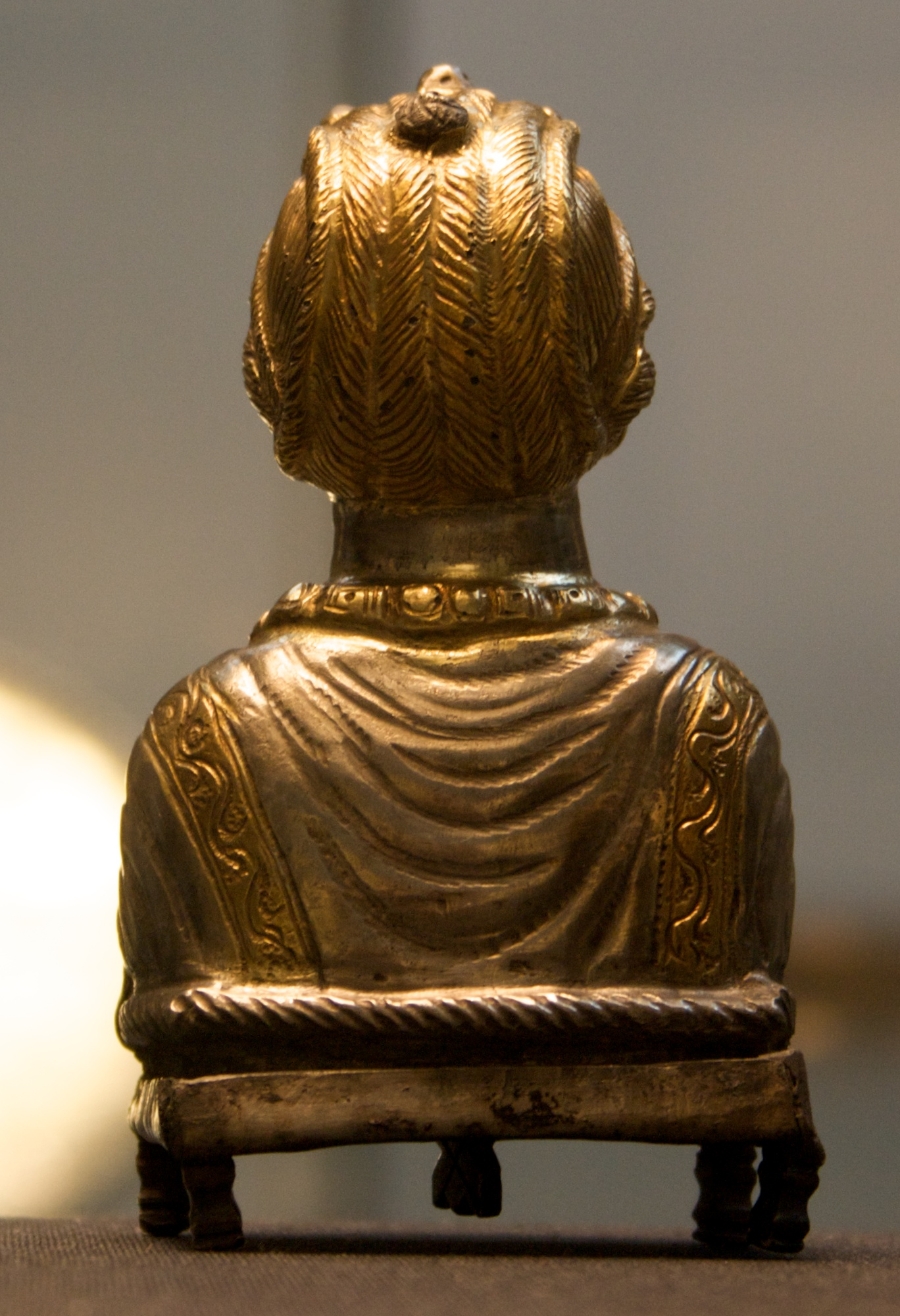
Vue de dos.

La poivrière de l'impératrice (Empress pepper pot) ou poivrière du trésor de Hoxne est un piperatorium (poivrière romaine) en argent, partiellement doré daté d'environ 400 après Jésus-Christ.
Voir l'article trésor de Hoxne pour l'histoire de sa découverte.

## Description
Cette poivrière fait partie du trésor de Hoxne découvert dans l'Est de l'Angleterre en 1992. Elle est en exposition permanente au British Museum, à Londres. Il s'agit d'une statuette creuse représentant un buste de femme, avec un mécanisme permettant d'ouvrir et fermer sa base pour y conserver du poivre ou des épices. Ce mécanisme ne moud pas le poivre. Il comporte un disque qui peut être pivoté suivant trois positions. Une des positions permet de remplir la poivrière, une autre est percée de petits trous pour poivrer et la troisième ferme la poivrière.

## Nom
La poivrière ressemble fortement à des poids utilisés pour les balances romaines lors d'une période plus tardive dans l'empire romain d'Orient. À l'époque de la découverte du trésor de Hoxne, les archéologues pensaient que ces décorations représentaient une impératrice, d'où le nom donné à cette poivrière. Mais des recherches ultérieures tendent à montrer qu'elles ne représentent ni une impératrice, ni une déesse romaine. Les personnages tiennent un rouleau de parchemin, ce qui est un signe d'éducation et de richesse, mais n'ont pas le diadème associé à une impératrice.
Des détails de la poivrière suggèrent que le mot « dame » serait plus approprié. Cependant, comme elle est déjà largement connue sous ce nom de poivrière de l'impératrice, celui-ci est conservé et continue à être utilisé en toute connaissance de cause.